# Нововолодимирівська сільська рада (Голопристанський район)
Нововолоди́мирівська сільська́ ра́да — адміністративно-територіальна одиниця та орган місцевого самоврядування в Голопристанському районі Херсонської області. Адміністративний центр — село Нововолодимирівка.

## Загальні відомості
- Територія ради: 6,98 км²
- Населення ради: 1 867 осіб (станом на 2001 рік)

## Населені пункти
Сільській раді підпорядковані населені пункти:
- с. Нововолодимирівка
- с. Зеленотропинське
- с. Сліпушинське

## Склад ради
Рада складається з 16 депутатів та голови.
- Голова ради: Шиліна Лариса Миколаївна

### Керівний склад попередніх скликань
| Прізвище, ім'я, по батькові | Основні відомості                                                 | Дата обрання | Дата звільнення |
| --------------------------- | ----------------------------------------------------------------- | ------------ | --------------- |
| Шинкарюк Микола Миколайович | Сільський голова, 1961 року народження, освіта вища               | 26.03.2006   | 31.10.2010      |
| Шинкарюк Микола Миколайович | Сільський голова, 1961 року народження, освіта вища, безпартійний | 31.10.2010   | 25.10.2014      |

Примітка: таблиця складена за даними сайту Верховної Ради України

### Депутати
За результатами місцевих виборів 2010 року депутатами ради стали:

#### За суб'єктами висування
| Суб'єкт висування | Кількість обраних депутатів | %    |
| ----------------- | --------------------------- | ---- |
| Самовисування     | 9                           | 56,3 |
| Партія регіонів   | 6                           | 37,5 |
| Народна партія    | 1                           | 6,3  |

#### За округами
| № округу        | Прізвище, ім'я, по батькові      | Дата визнання обраним | Освіта             | Партійна приналежність | Відомості про обраного депутата                              |
| --------------- | -------------------------------- | --------------------- | ------------------ | ---------------------- | ------------------------------------------------------------ |
| Народна Партія  |                                  |                       |                    |                        |                                                              |
| 2               | Андрієць Світлана Іванівна       | 05.11.2010            | вища               | член Народної партії   | Нововолодимирівська сільська рада, секретар                  |
| Партія регіонів |                                  |                       |                    |                        |                                                              |
| 4               | Манзик Ольга Дмитрівна           | 05.11.2010            | середня спеціальна | член Партії регіонів   | Зеленотропинський фельдшерський пункт, завідувачка           |
| 5               | Вовкодав Світлана Олександрівна  | 05.11.2010            | середня спеціальна | член Партії регіонів   | с. Нововолодимирівка, продавець                              |
| 6               | Мензатова Ольга Геннадіївна      | 05.11.2010            | середня спеціальна | член Партії регіонів   | с. Нововолодимирівка, підприємець                            |
| 7               | Пліговка Світлана Анатоліївна    | 05.11.2010            | середня            | член Партії регіонів   | тимчасово не працює                                          |
| 8               | Мельниченко Анатолій Миколайович | 05.11.2010            | середня спеціальна | член Партії регіонів   | одноосібник                                                  |
| 11              | Монастирліу Світлана Георгіївна  | 05.11.2010            | вища               | член Партії регіонів   | с. Нововолодимирівка, підприємець                            |
| Самовисування   |                                  |                       |                    |                        |                                                              |
| 1               | Скаковець Наталія Павлівна       | 05.11.2010            | вища               | позапартійна           | Нововолодимирівський дошкільний навчальний заклад, бухгалтер |
| 3               | Форосенко Зоя Андріївна          | 05.11.2010            | вища               | позапартійна           | Нововолодимирівська сільська рада, землевпорядник            |
| 9               | Шиліна Лариса Миколаївна         | 05.11.2010            | середня спеціальна | позапартійна           | Нововолодимирівська сільська рада, головний бухгалтер        |
| 10              | Мошкін Владистав Анатолійович    | 05.11.2010            | вища               | позапартійний          | Нововолодимирівська школа, вчитель математики                |
| 12              | Мошкін Андрій Валерійович        | 05.11.2010            | середня спеціальна | позапартійний          | тимчасово не працює                                          |
| 13              | Пелих Галина Миколаївна          | 05.11.2010            | середня спеціальна | позапартійна           | с. Нововолодимирівка, підприємець                            |
| 14              | Безпалий Михайло Петрович        | 05.11.2010            | вища               | позапартійний          |                                                              |
| 15              | Мірошниченко Вадим Петрович      | 28.02.2011            | середня            | позапартійний          | фермерське господарство, голова                              |
| 16              | Лі Діана Валеріївна              | 05.11.2010            | середня            | позапартійна           | сільський клуб, завідувач                                    |

## Населення
Згідно з переписом УРСР 1989 року чисельність наявного населення сільської ради становила 1784 особи, з яких 851 чоловік та 933 жінки.
За переписом населення України 2001 року в сільській раді мешкали 1864 особи.

### Мова
Розподіл населення за рідною мовою за даними перепису 2001 року:
| Мова       | Відсоток |
| ---------- | -------- |
| українська | 85,11 %  |
| вірменська | 7,39 %   |
| російська  | 5,52 %   |
| молдовська | 0,96 %   |
| білоруська | 0,54 %   |
| болгарська | 0,11 %   |
| інші       | 0,37 %   |